# Мост Кербедза
Мост Кербедза (пол. most Kierbedzia) (до 1918 года Александровский мост (пол. most Aleksandryjski) — первый постоянный мост через реку Вислу в Варшаве, Польша.
Построен в 1859—1864 годах по проекту инженера С. В. Кербедза. Мост разрушен в 1944 году войсками нацистской Германии. В 1948—1949 годах на опорах старого моста построен новый Шлёнско-Домбровский мост.

## Название
Первоначально мост назывался Александровским (пол. most Aleksandryjski), в честь Александра II. Неофициально существовали названия I мост и мост Кербедза (пол. most Kierbedzia), в честь строителя моста С. В. Кербедза. После того, как Польша получила независимость, название мост Кербедза стало официальным.

## История
Изначально задумывался как железнодорожный мост, связывающий Варшавско-Венскую и Петербурго-Варшавскую дороги. Построен в 1859—1864 годах по проекту инженера С. В. Кербедза. При строительстве опор моста впервые в Российской империи были применены кессоны. По окончании строительства, 30 декабря 1864 года, Кербедз был награждён орденом Святого Владимира 2-й степени. 
По мосту была проложена линия конной железной дороги шириной колеи 1524 мм. Линяя связывала  станцию Петербурго-Варшавской железной дороги, находящуюся на правом берегу Вислы, со станцией Варшаво-венской железной дороги, расположенной на противоположном берегу.   
Мост был шестипролётный (по 74,7 м) металлический ферменный. Пролётное строение представляло собой двухпролётные неразрезные фермы с ездой понизу.
Мост был взорван при отступлении русских войск из Варшавы 5-го августа 1915 года. Восстановлен в 1916 году. 13 сентября 1944 года взорван немецко-фашистскими войсками. В 1948—1949 годах на сохранившихся опорах моста построен новый Шлёнско-Домбровский мост.

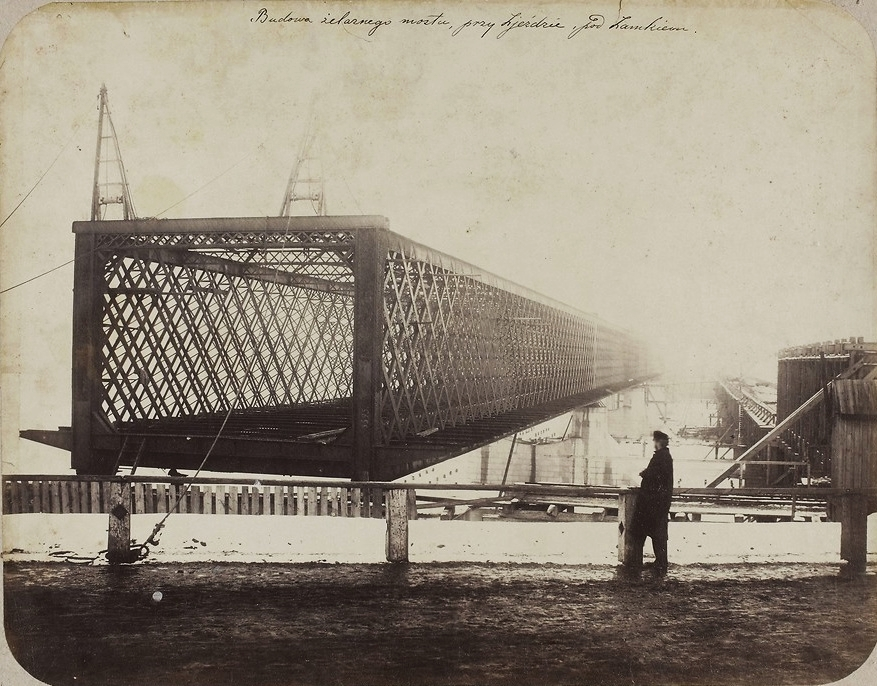
Строительство моста, 1864 г.
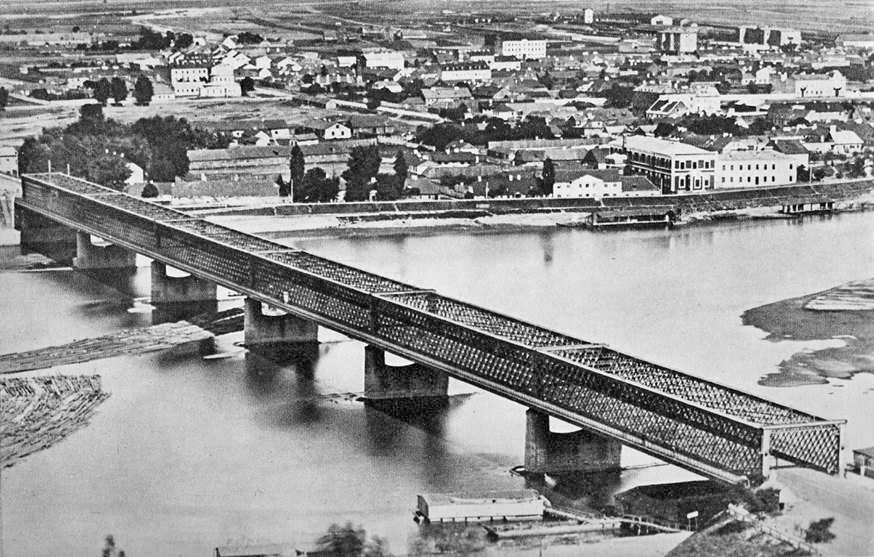
Общий вид моста, 1873 г.
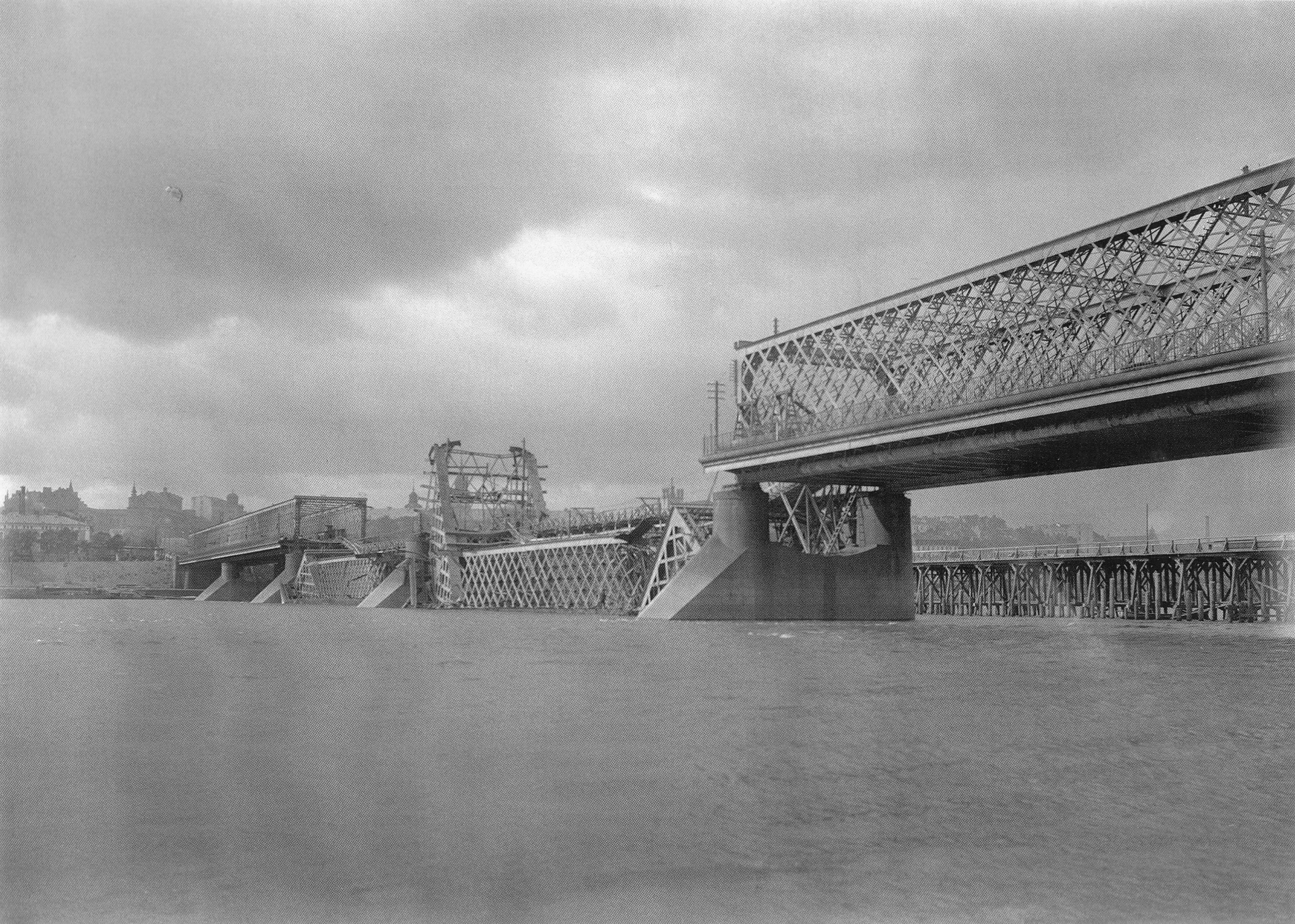
Разрушенные пролёты моста, 1915 г.